# Nyctiphrynus ocellatus
El chotacabras ocelado (Argentina, Bolivia, Costa Rica) (Nyctiphrynus ocellatus), también denominado atajacaminos ocelado (Argentina, Bolivia, Paraguay), guardacaminos ocelado (Colombia), pachacua ocelada o pocoyo ocelado (Nicaragua), es una especie de ave caprimulgiforme perteneciente al género Nyctiphrynus, el cual integra la familia Caprimulgidae.
Habita en las selvas de América Central y del Sur.

## Descripción
Mide 20 cm. Es un ave nocturna con las alas largas y puntiagudas, patas cortas y pico muy corto aunque muy ancho.

Rechoncho y cabezón. Negruzco, finamente barrado de castaño; angosto collar blanco en la parte baja de la garganta; pintas blancas en cobertoras; cola barrada con timoneras externas de angostos ápice blanco y subápice negro. Existe una forma rufa con ocelos en escapulares. Durante el vuelo crepuscular exhibe el blanco de la garganta, de la extremidad de la cola y de los ocelos del abdomen, en contraste con las alas completamente oscuras.

## Distribución y hábitat
Vive desde Honduras, Nicaragua, Costa Rica, Panamá (considerado vagante), Colombia, Ecuador, Perú, Bolivia, Brasil, Paraguay, Venezuela hasta el noreste de la Argentina, donde se distribuye solamente en la provincia de Misiones.
Habita en claros de selvas húmedas de tierras bajas tropicales y subtropicales, en sotobosques abiertos.

## Comportamiento
El nombre de chotacabras se debe a la equivocada creencia de que chupan la leche de las cabras (chotar significa mamar). El nombre de atajacaminos se debe a la costumbre que tienen de rondar los caminos de tierra en búsqueda de insectos.
Su suave plumaje está coloreado con ocelos para camuflarse entre la hojarasca del suelo, aunque también posa en ramas elevadas. Esto les ayuda a permanecer ocultos durante el día, pues sólo son activos desde el anochecer hasta el amanecer. 

### Alimentación
Se alimentan predominantemente de mariposas nocturnas y otros insectos voladores grandes. 

### Reproducción
En el período reproductivo, durante el verano, vocaliza incansablemente mientras está encaramado en lo alto o en pleno vuelo, luego al anochecer. Consta que nidifica en el suelo, entre la hojarasca.

## Sistemática

### Descripción original
La especie N. ocellatus fue descrita por primera vez por el naturalista suizo Johann Jakob von Tschudi en 1844 bajo el nombre científico Caprimulgus ocellatus; localidad tipo «Perú».

### Taxonomía
Hasta recientemente era considerada conespecífica con Nyctiphrynus rosenbergi (Hartert, 1895) denominada chotacabras del Chocó, pero difieren en la vocalización y pueden no estar ni siquiera próximamente relacionadas. Esta última ha adquirido status de especie plena.

### Subespecies
Se reconocen 2 subespecies con su correspondiente distribución geográfica:
- Nyctiphrynus ocellatus ocellatus (Tschudi, 1844) - centro sur de Colombia, noreste de Ecuador y este de Perú hasta el este de Brasil y hacia el sur a través de Bolivia y Paraguay hasta el noreste de Argentina y extremo sur de Brasil.
- Nyctiphrynus ocellatus lautus (Miller, W. & Griscom, 1925) - noreste de Nicaragua, noroeste de Costa Rica y posiblemente Panamá (Zona del Canal); recientemente descubierto nidificando en el extremo este de Honduras.